# Love Is in Control (Finger on the Trigger)
Love Is in Control (Finger on the Trigger) is een nummer van de Amerikaanse zangeres Donna Summer uit 1982. Het is de eerste single van haar titelloze tiende studioalbum.
"Love Is in Control (Finger on the Trigger)" werd geschreven door Quincy Jones, die het door de op dat moment zwangere Summer liet opnemen. De plaat werd wereldwijd een grote hit en leverde Summer een Grammy-nominatie op in de categorie Dance. Het nummer bereikte de 10e positie in de Amerikaanse Billboard Hot 100. In de Nederlandse Top 40 was het met een 6e positie nog succesvoller, terwijl in de Vlaamse Radio 2 Top 30 de 13e positie werd gehaald.

## Tracklijst
- 7"

1. "Love Is in Control (Finger on the Trigger)" - 3:42
2. "Sometimes like Butterflies" - 4:30